# Pont ferroviaire de Kehl
Le pont ferroviaire de Kehl, reconstruit en 1956 à voie unique, fut un pont enjambant le Rhin et, par la même occasion, franchissant la frontière entre la France et l'Allemagne. Il est, depuis le 10 octobre 2010 (première mise en circulation), remplacé par un pont à double voie nouvellement construit, afin de permettre un passage plus rapide des trains (à 160 km/h maximum).
Ce pont assure ainsi la jonction entre les lignes de Strasbourg-Ville à Strasbourg-Port-du-Rhin et d'Appenweier à Kehl.

## Le pont de 1861
Par une convention internationale du 2 juillet 1857, les États du Grand-duché de Bade et du Second Empire de Napoléon III décidèrent la construction d'un pont ferroviaire traversant le Rhin. Ce fut le premier pont en dur du Rhin Supérieur.
L'ouvrage de deux voies était long de 253 m et se composait, au milieu, d'un support en treillis long de 177 m et de 6 m de haut avec trois ouvertures. Cette structure comprenait à chacune de ses extrémités, sur les deux rives, un pont tournant en treillis long de 26 m.
Les travaux de construction débutèrent en 1858. Les fondations et les parties émergées furent prises en charge par la Compagnie des chemins de fer de l'Est. À cette occasion, les caissons en acier furent immergés à 18 m sous le niveau du fleuve pour permettre l'établissement des piliers. La société allemande Benckiser frères (Gebrüder Benckiser) de Pforzheim livra et monta pour la Compagnie étatique des chemins de fer du Grand-duché de Bade (la Badische Staatseisenbahnen (de)) la superstructure en acier.
La superstructure du pont fluvial d'un poids de 1 000 tonnes fut assemblée sur toute sa longueur sur la rive strasbourgeoise à 450 m du Rhin. Le montage s'opéra avec l'enchâssement d'un avant-bec de 21 m de long sur un chemin de roulement.
Là où les machines seules échouaient, la superstructure fut bâtie à la force des moteurs commandés par les ouvriers à la vitesse de 6 mètres par heure. La mise en service du pont fut effective le 11 mai 1861.
Lors de la survenue de la guerre franco-prussienne de 1870, le pont tournant de la rive est (Kehl) fut dynamité. Jusqu'à ce qu'en 1874 une nouvelle structure métallique soit érigée, on utilisa du bois pour mettre en place un pont provisoire. Entre 1871 et 1919, le pont fut la propriété du Reich allemand, pour ensuite devenir français d'après les stipulations du traité de Versailles. Les projets français pour la reconstruction du pont vieux de plus de 75 ans en 1937 ne furent plus d'actualité après la Seconde Guerre mondiale. Le 12 octobre 1939, les troupes françaises firent exploser le pilier ouest du pont. Jusqu'en septembre 1940, l'ouvrage était à nouveau utilisable grâce à l'aide de pont et de piliers provisoires. En novembre 1944, les troupes allemandes dynamitèrent un autre pilier fluvial et détruisirent le pont dans sa totalité.

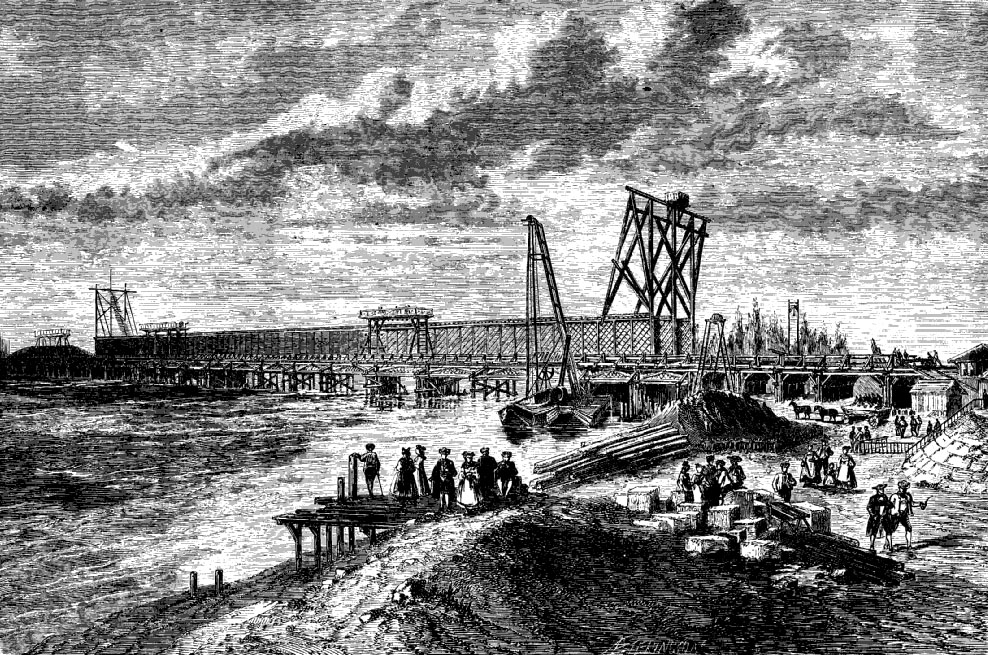
Construction du pont (1858-1861)
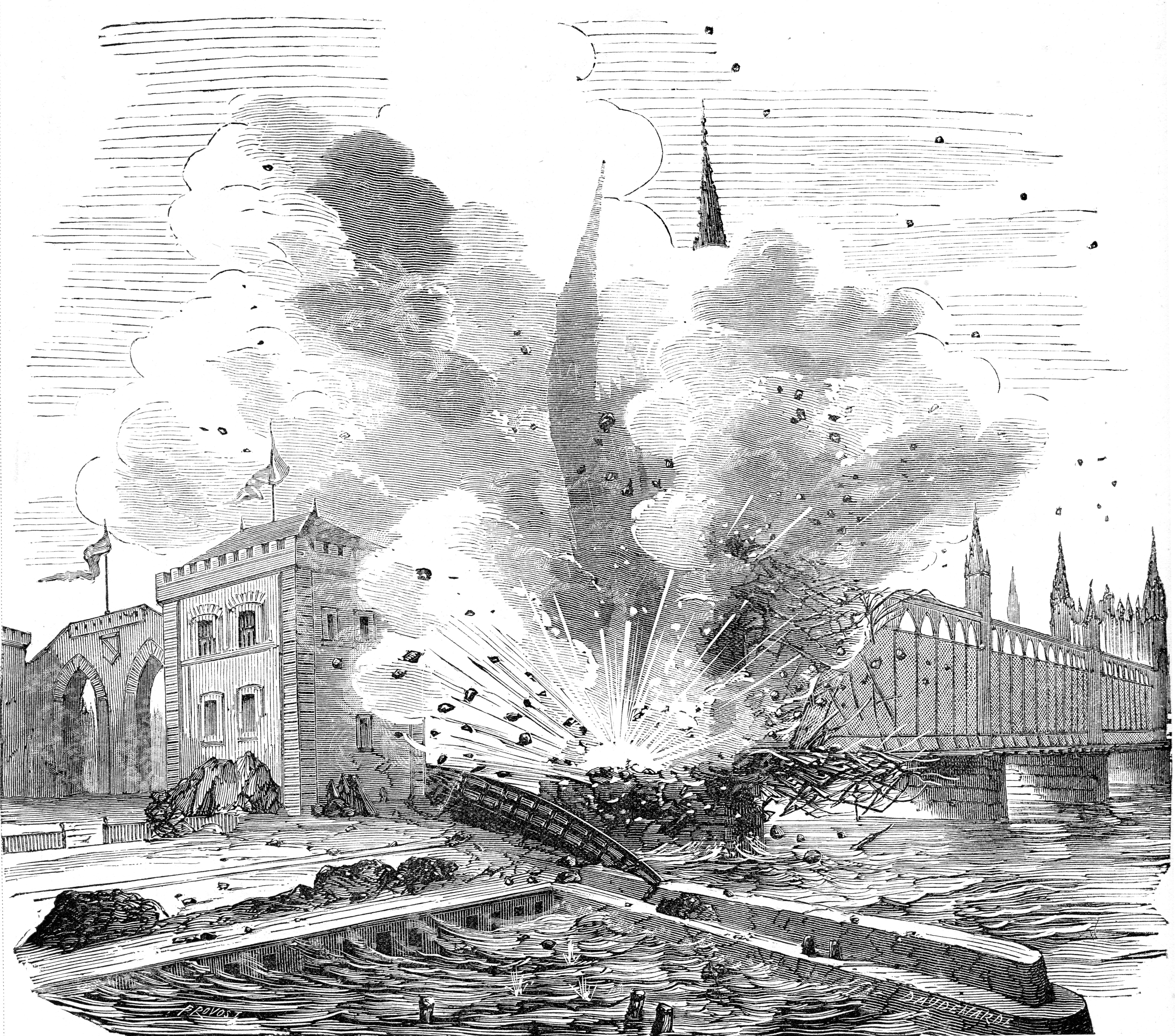
Les prussiens dynamitent le pont (1870)
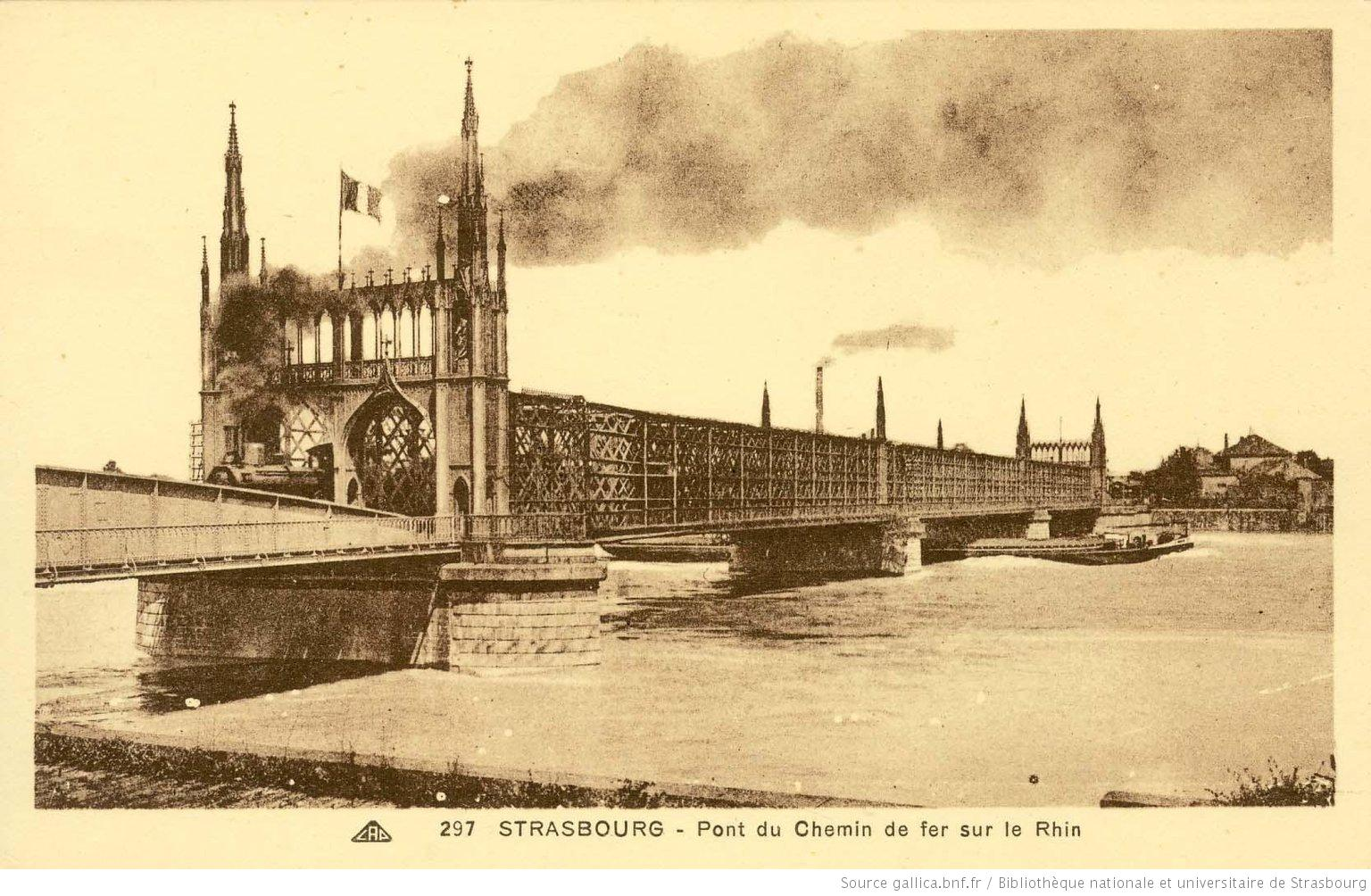
Carte postale avec le pont (1920).

## Le pont de 1945

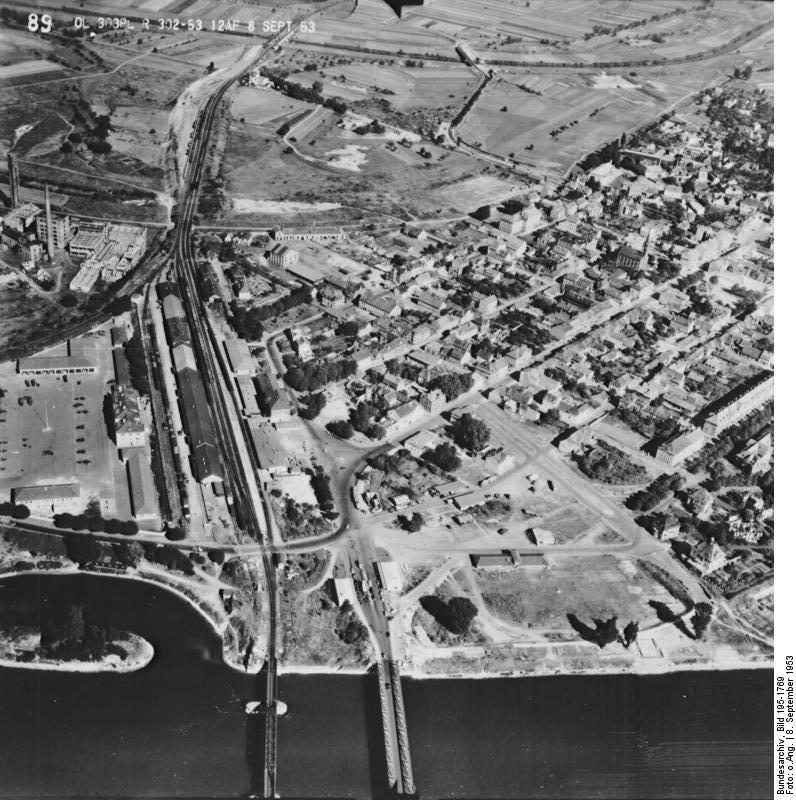
Photo aérienne de la ville de Kehl prise en 1953, au bas de laquelle une partie du pont ferroviaire de 1945 est visible. Le pont routier situé à sa droite a été ouvert en 1951.

Entre le 23 avril et le 30 juin 1945, les soldats du 5e Génie français construisirent,, avec le concours du 1051e Engineers U.S.Army, un pont-rail provisoire à une voie à l'aide d'un dispositif de construction rapide. Celui-ci disposait de sept ouvertures avec appuis pouvant aller jusqu'à 59,75 m.

## Le pont de 1956
Le 30 janvier 1953, un Accord sur ponts et bacs fixes sur le Rhin à la frontière franco-allemande fut signé. Cet acte intégra, entre autres, concernant la circulation des trains, la reconstruction du pont ferroviaire de Kehl. On projeta deux ouvrages séparés, chacun pour une voie. Le second ouvrage ne fut cependant jamais réalisé.

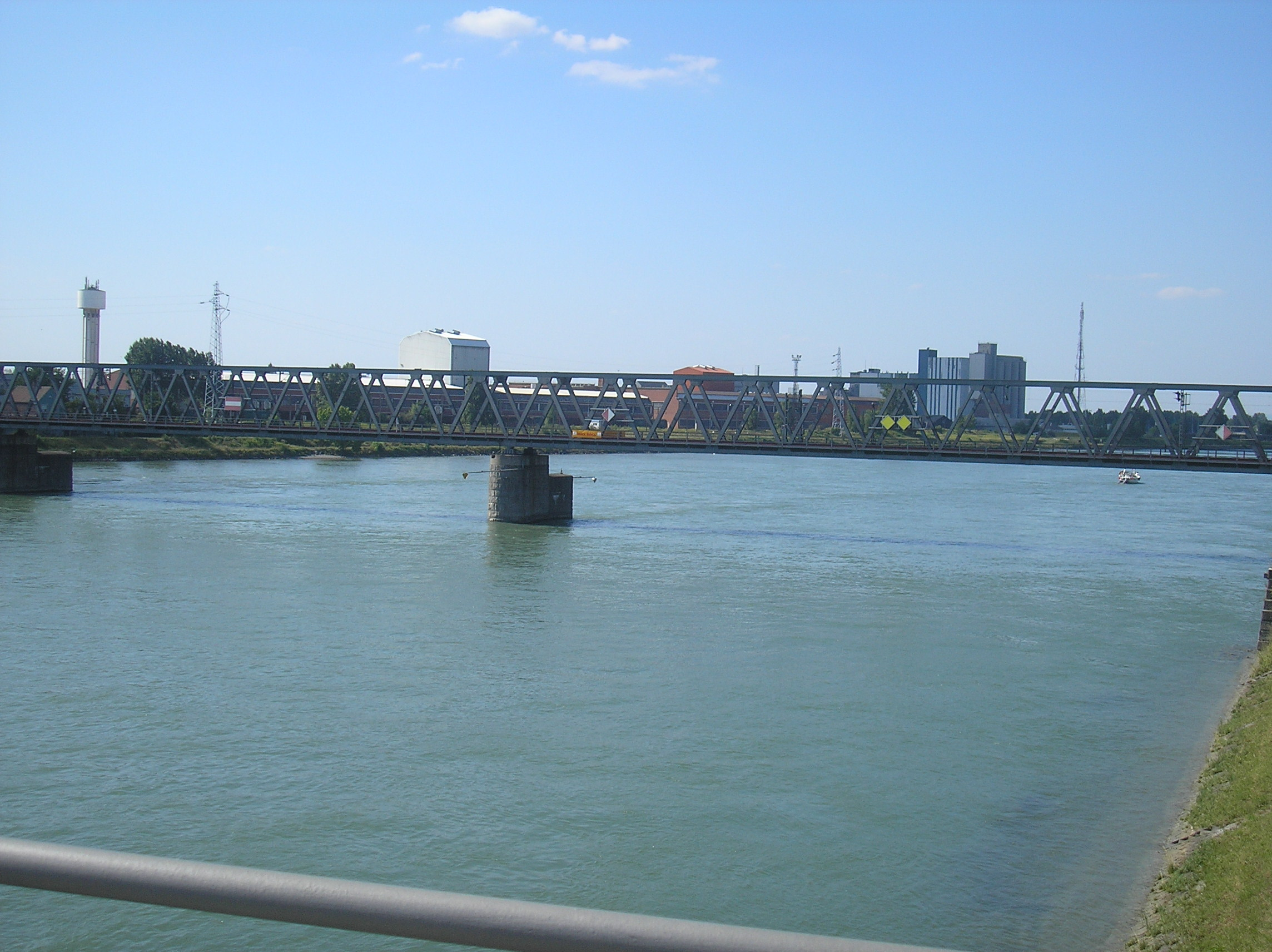
Le pont en treillis sans poteaux avec à sa base la voie ferrée.

Les travaux pour la reconstruction du nouveau pont ferroviaire débutèrent en mai 1954. Il s'agit d'un pont en treillis métallique en acier reposant sur deux piles sans poteaux, avec un support permettant le passage d'une voie. L'appui de la construction longue de 238,4 m supporte une butée à l'ouest de 74,43 m. L'ouvrage entre deux treillis parallèles et sous une voie de passage occupe un espacement de 8,14 m. L'espacement de soutien principal s'élève à 5,0 m. Les traverses en bois reposent directement sur deux supports. Entre le bord supérieur du rail et le bord inférieur existe une hauteur de construction d'un 1,40 m.
Les deux butées des ponts précédents tout comme un pilier est furent à nouveau employées. Une nouvelle fondation de 18 m de profondeur sous le lit du fleuve s'effectue avec un caisson en acier pour le pilier ouest à une distance de 15 m du pilier endommagé de l'ancien pont. Le nouveau pilier de soutien a, à sa base, une largeur de 8,0 m et une longueur de 12,0 m. La superstructure a été montée sur la rive française et mise en place grâce à un pilier de soutien de 28 m installé depuis la rive allemande par une insertion progressive.
Le pont fut inauguré le 12 août 1956. La limite étatique se trouve au milieu du pont, où respectivement une partie revient à la France et une partie revient à l'Allemagne.
Durant un temps, ce nouveau pont cohabita avec l'ancien pont de 1945 situé seulement quelques mètres plus au sud, en amont.
Depuis un rehaussement de la construction de 2,60 m en mai 1966, la navigation lors du plus fort coefficient fluvial existant est de 6,85 m.

## Le nouveau pont, depuis 2010

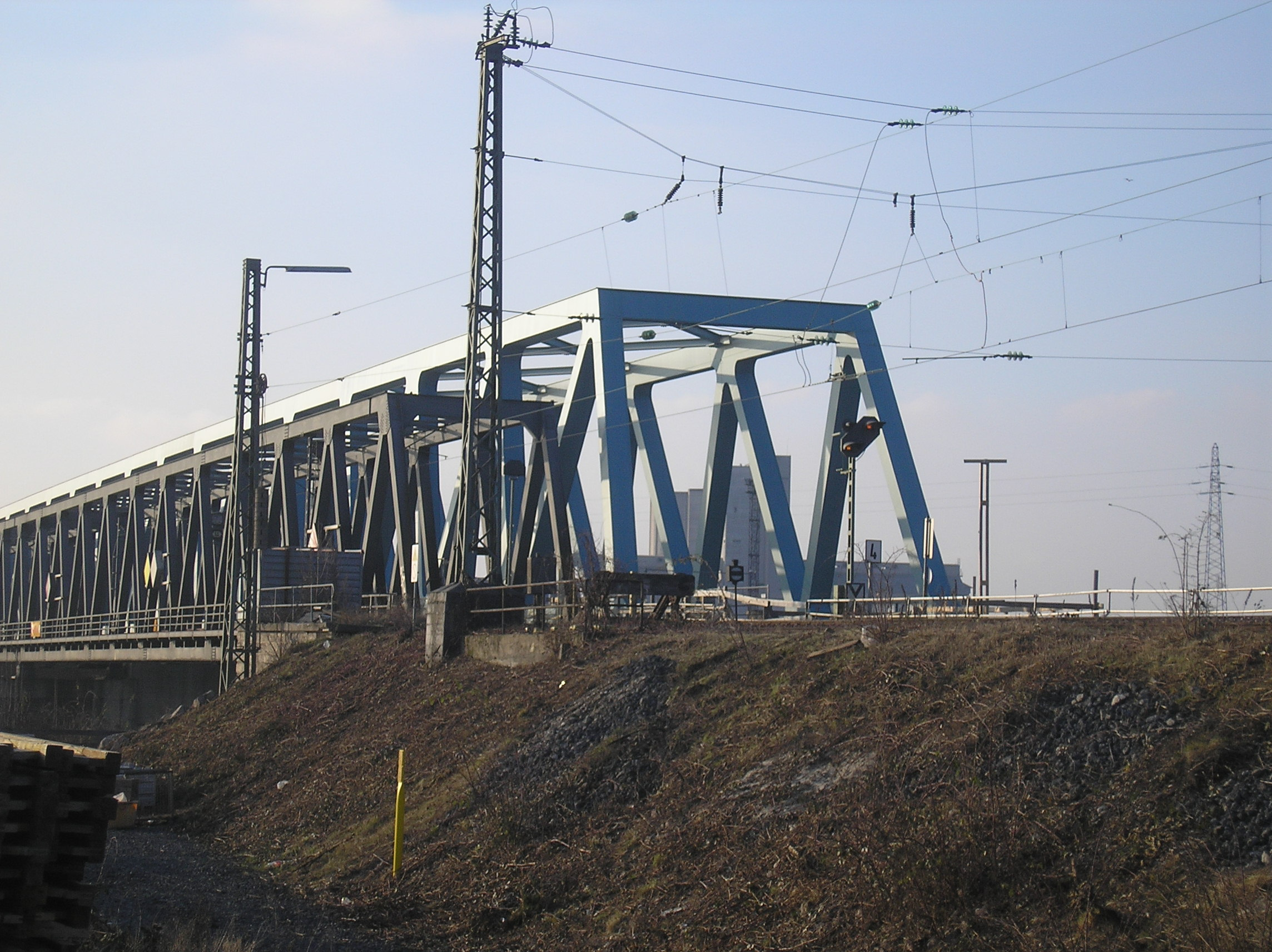
Le nouveau pont, à droite.

Un traité établissant les plans et les règles de construction pour la LGV Est européenne a été signé entre la France et l'Allemagne le 14 mars 2006. Cette mesure vise à revoir la traversée du Rhin pour permettre à des trains rapides de le franchir à une vitesse pouvant atteindre 120 km/h contre seulement 60 km/h avec le pont de 1956. Dans cette optique, une construction de remplacement avec une seconde voie est envisagée. Le début des travaux a été engagé en mars 2008 et doit se poursuivre jusqu'à la fin de 2010.
Le nouveau pont a les dimensions suivantes : 238,40 m de longueur dans sa totalité, 12,20 m de hauteur et une largeur de 13 m. Un nouveau pilier sera ajouté à cette occasion en soutien, les deux anciens piliers étant détruits. Une distance sur une base fixe de 4 m est prévue sur le pont. La hauteur prévue par rapport au niveau du fleuve en cas de grandes eaux doit être au minimum de 7 m.
Le projet coûte 23 millions d'euros, financé à 75 % par l'Allemagne ; en application de l'accord relatif aux ponts fixes et bacs sur le Rhin à la frontière franco-allemande du 30 janvier 1953, les coûts pour la construction d’un second franchissement ferroviaire avec les caractéristiques techniques du pont existant (vitesse de 100 km/h) sont uniquement supportés par l’Allemagne. Les coûts additionnels liés à l’amélioration telle que prévue de la qualité de l’ouvrage (vitesse de 160 km/h) sont supportés conjointement par l’Allemagne et la France. À cela s'ajoutent les travaux d'aménagement sur les deux rives du Rhin, à la charge des deux pays riverains.
Le pont a été inauguré le 10 décembre 2010 notamment par les ministres des transports français (Thierry Mariani) et allemand (Peter Ramsauer).
Le passage du fleuve pour les navires sera prochainement établi pour permettre un passage amélioré en élargissant le fleuve de 92 m. Pour éviter les rayonnements des émissions radar des navires, les treillis sont conçus avec un angle de 5 degrés.